# Bouville (Eure-et-Loir)
Pour les articles homonymes, voir Bouville.
Bouville est une commune française située dans le département d'Eure-et-Loir en région Centre-Val de Loire.

## Géographie

### Situation

Situation géographique
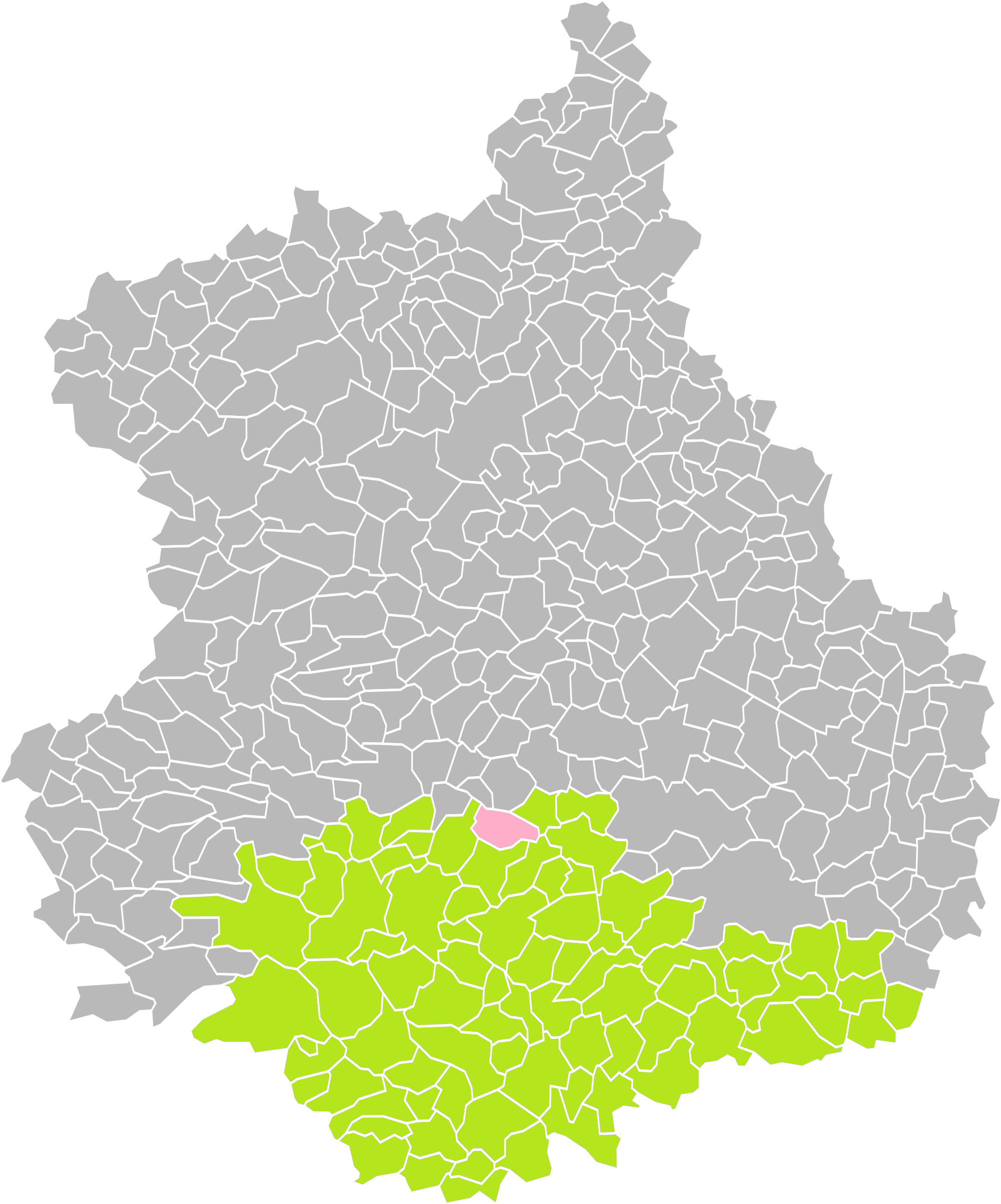
Bouville dans son arrondissement.
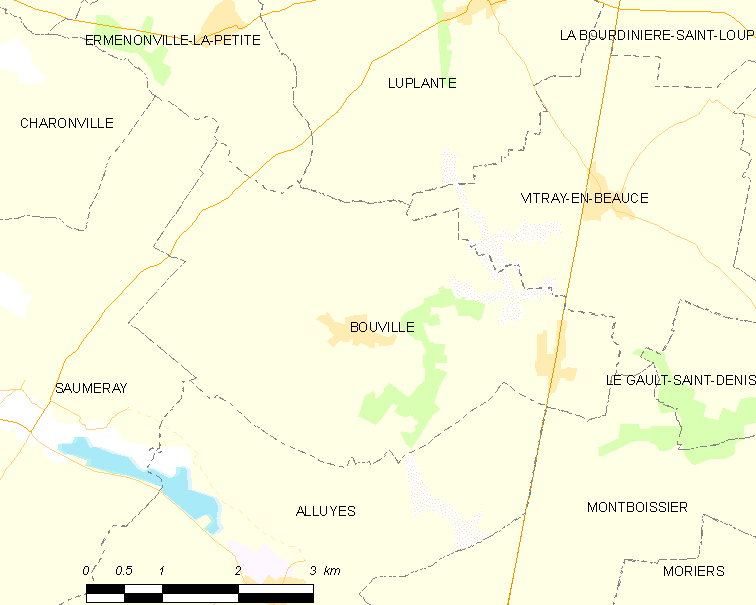
Carte de la commune de Bouville.

### Communes limitrophes
| Ermenonville-la-Petite | Luplanté |                  |
| Saumeray               | Bouville | Vitray-en-Beauce |
|                        | Alluyes  | Montboissier     |

### Hameaux
- Bois de Feugères, traversé par la route nationale 10 ;
- Génarville.

### Hydrographie
Le territoire communal est traversé à l'est par la Vallée de Paray (pour le Sandre, il s'agit de la Vallée de Paray, pour le Géoportail il s'agit de la Vallée de la Malorne), affluent en rive gauche de la rivière le Loir, lui-même sous-affluent du fleuve la Loire par la Sarthe et la Maine.
Bouville a bénéficié de 1972 à 1993 d'une station hydrologique sur ce cours d'eau : le débit moyen annuel ou module, observé durant cette période de 22 ans, est de 0,094 m3/s, soit 94 litres par seconde. La hauteur maximale instantanée, relevée le 22 février 1978, est de 1,38 m.

### Climat
Pour des articles plus généraux, voir Climat du Centre-Val de Loire et Climat d'Eure-et-Loir.
En 2010, le climat de la commune est de type climat océanique dégradé des plaines du Centre et du Nord, selon une étude du CNRS s'appuyant sur une série de données couvrant la période 1971-2000. En 2020, Météo-France publie une typologie des climats de la France métropolitaine dans laquelle la commune est exposée à un climat océanique altéré et est dans une zone de transition entre les régions climatiques « Sud-ouest du bassin Parisien » et « Moyenne vallée de la Loire ». 
Pour la période 1971-2000, la température annuelle moyenne est de 10,5 °C, avec une amplitude thermique annuelle de 14,5 °C. Le cumul annuel moyen de précipitations est de 635 mm, avec 10,8 jours de précipitations en janvier et 7,5 jours en juillet. Pour la période 1991-2020, la température moyenne annuelle observée sur la station météorologique de Météo-France la plus proche, sur la commune de Blandainville à 8 km à vol d'oiseau, est de 11,2 °C et le cumul annuel moyen de précipitations est de 626,2 mm,. Pour l'avenir, les paramètres climatiques de la commune estimés pour 2050 selon différents scénarios d'émission de gaz à effet de serre sont consultables sur un site dédié publié par Météo-France en novembre 2022.

## Urbanisme

### Typologie
Au 1er janvier 2024, Bouville est catégorisée commune rurale à habitat dispersé, selon la nouvelle grille communale de densité à 7 niveaux définie par l'Insee en 2022.
Elle est située hors unité urbaine. Par ailleurs la commune fait partie de l'aire d'attraction de Chartres, dont elle est une commune de la couronne,. Cette aire, qui regroupe 117 communes, est catégorisée dans les aires de 50 000 à moins de 200 000 habitants,.

### Occupation des sols
L'occupation des sols de la commune, telle qu'elle ressort de la base de données européenne d’occupation biophysique des sols Corine Land Cover (CLC), est marquée par l'importance des territoires agricoles (91,3 % en 2018), une proportion identique à celle de 1990 (91,3 %). La répartition détaillée en 2018 est la suivante : 
terres arables (88,7 %), forêts (5,5 %), zones urbanisées (3,2 %), zones agricoles hétérogènes (2,6 %). L'évolution de l’occupation des sols de la commune et de ses infrastructures peut être observée sur les différentes représentations cartographiques du territoire : la carte de Cassini (XVIIIe siècle), la carte d'état-major (1820-1866) et les cartes ou photos aériennes de l'IGN pour la période actuelle (1950 à aujourd'hui).

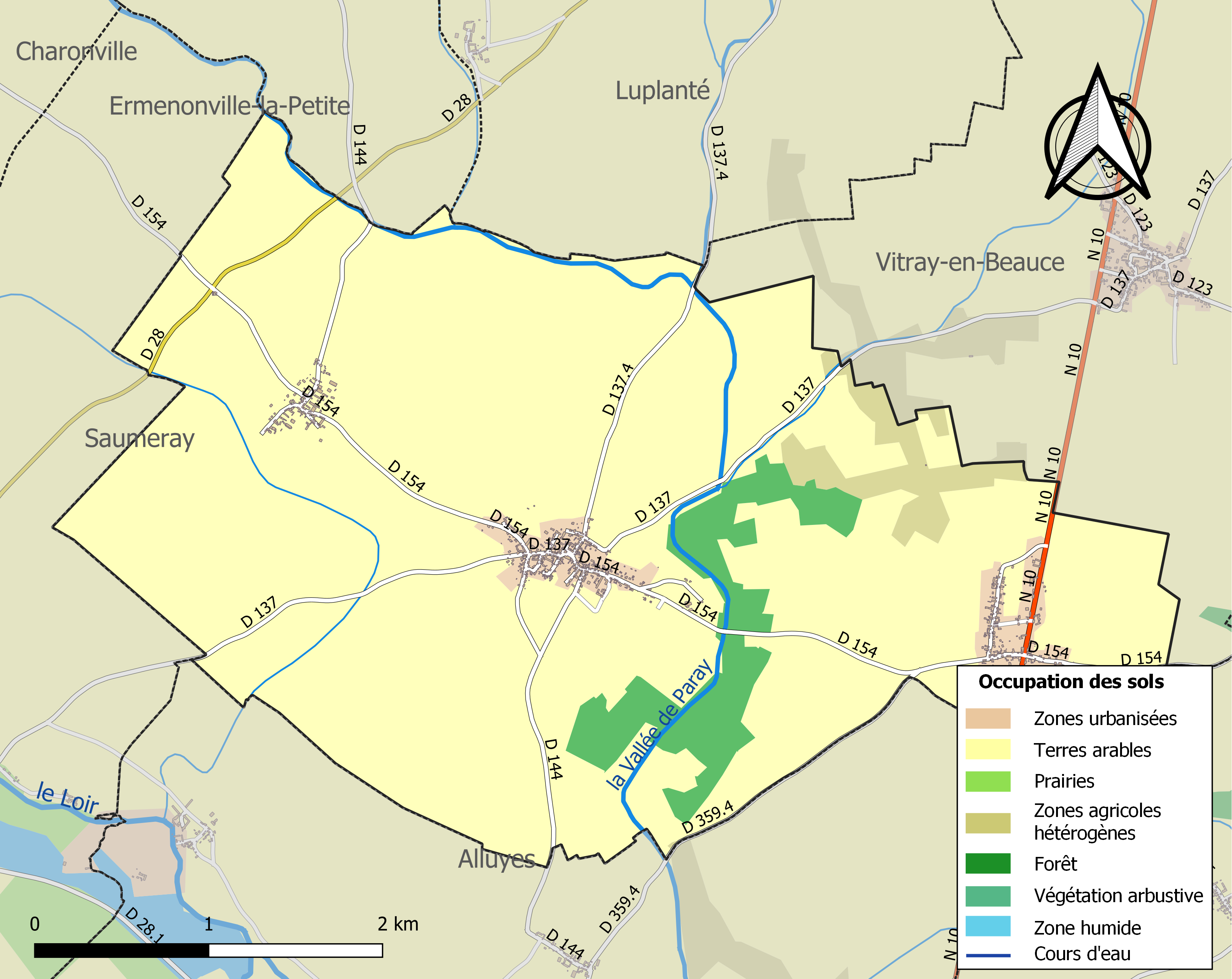
Carte des infrastructures et de l'occupation des sols de la commune en 2018 (CLC).

### Risques majeurs
Le territoire de la commune de Bouville est vulnérable à différents aléas naturels : météorologiques (tempête, orage, neige, grand froid, canicule ou sécheresse), inondations, mouvements de terrains et séisme (sismicité très faible). Il est également exposé à un risque technologique, le transport de matières dangereuses. Un site publié par le BRGM permet d'évaluer simplement et rapidement les risques d'un bien localisé soit par son adresse soit par le numéro de sa parcelle.

#### Risques naturels
Certaines parties du territoire communal sont susceptibles d’être affectées par le risque d’inondation par débordement de cours d'eau, notamment la Vallée de malorne et la Vallée de Paray. La commune a été reconnue en état de catastrophe naturelle au titre des dommages causés par les inondations et coulées de boue survenues en 1999 et 2021,.

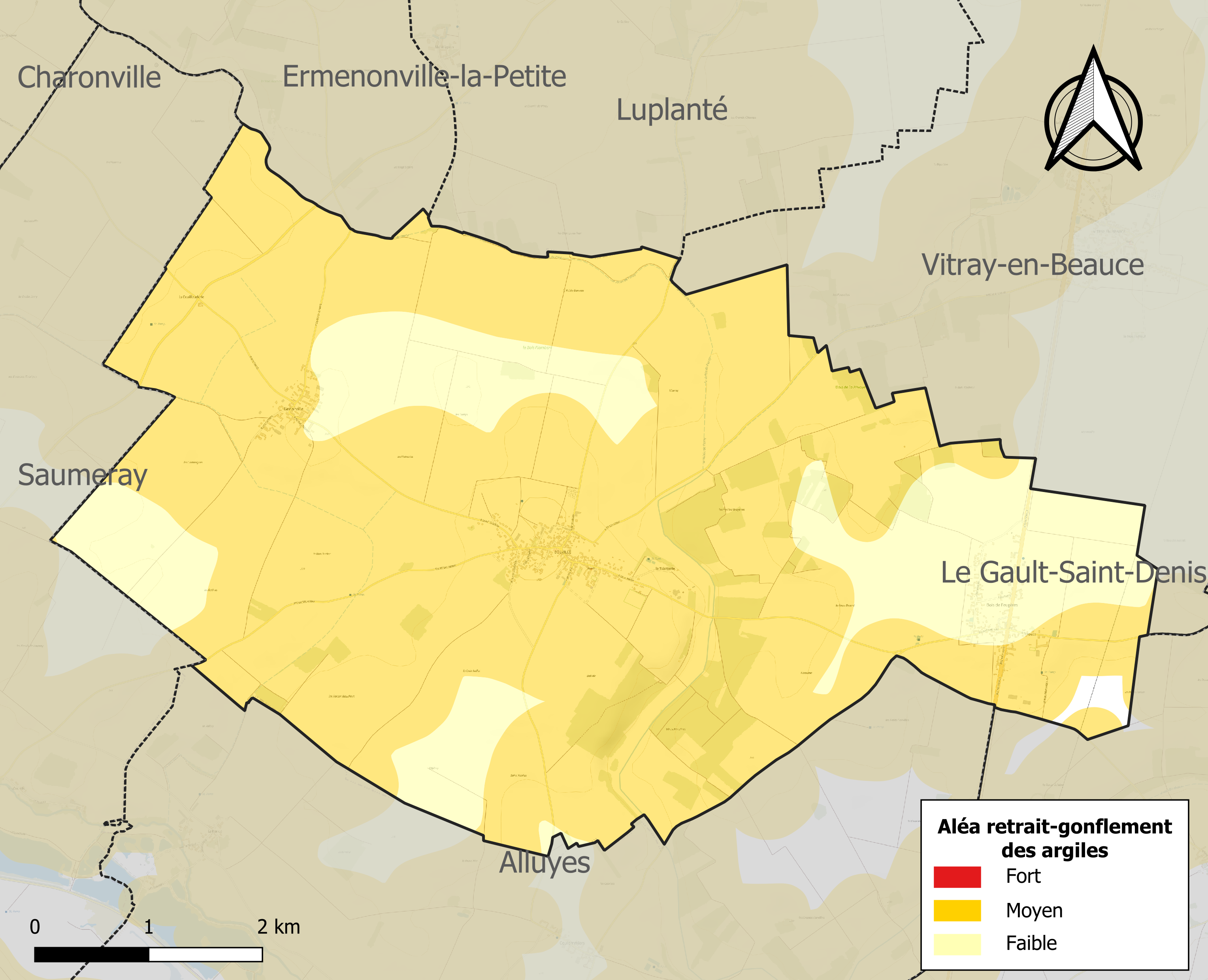
Carte des zones d'aléa retrait-gonflement des sols argileux de Bouville.

Les mouvements de terrains susceptibles de se produire sur la commune sont des mouvements de sols liés à la présence d'argile, des affaissements et effondrements liés aux cavités souterraines (hors mines) et des effondrements généralisés. L'inventaire national des cavités souterraines permet de localiser celles situées sur la commune.
Le retrait-gonflement des sols argileux est susceptible d'engendrer des dommages importants aux bâtiments en cas d’alternance de périodes de sécheresse et de pluie. 78,4 % de la superficie communale est en aléa moyen ou fort (52,8 % au niveau départemental et 48,5 % au niveau national). Sur les 256 bâtiments dénombrés sur la commune en 2019, 180 sont en aléa moyen ou fort, soit 70 %, à comparer aux 70 % au niveau départemental et 54 % au niveau national. Une cartographie de l'exposition du territoire national au retrait gonflement des sols argileux est disponible sur le site du BRGM,.
Concernant les mouvements de terrains, la commune a été reconnue en état de catastrophe naturelle au titre des dommages causés par la sécheresse en 1996 et 2018 et par des mouvements de terrain en 1999.

#### Risques technologiques
Le risque de transport de matières dangereuses sur la commune est lié à sa traversée par des infrastructures routières ou ferroviaires importantes ou la présence d'une canalisation de transport d'hydrocarbures. Un accident se produisant sur de telles infrastructures est en effet susceptible d’avoir des effets graves au bâti ou aux personnes jusqu’à 350 m, selon la nature du matériau transporté. Des dispositions d’urbanisme peuvent être préconisées en conséquence.

## Toponymie
Le nom de la localité est attesté sous les formes Disboth Villa vers 820 (Polyptyque d'Irminon, IX, n° 202, p. 104), Bonvilla en 1100 (Obituaire de Sens, t. 2, p. 64), Apud Boumvillam vers 1190 (Archives départementales d'Eure-et-Loir-H 2908), Apud Bonvillam en 1348 (Obituaire de Sens, t. 2, p. 68) ; Boinville en 1385 (Archives nationales-JJ 127, n° 278, fol. 171), Bouvilla en 1390 (Obituaire de Sens, t. 2, p. 137), Bouville en 1415 (Archives nationales-JJ 168, n° 142, fol. 100 v°).
Il s'agit d'une formation médiévale en -ville au sens ancien de « domaine rural ». Le premier élément Bou- représente un anthroponyme conformément au cas général.
Il s'agit du nom de personne issu du germanique occidental Disboth. La forme Bonvilla s'explique par l'aphérèse de la 1re syllabe Dis-  et la diphtongaison de Boumvilla suppose l’accentuation sur le [o] de -both.

## Histoire

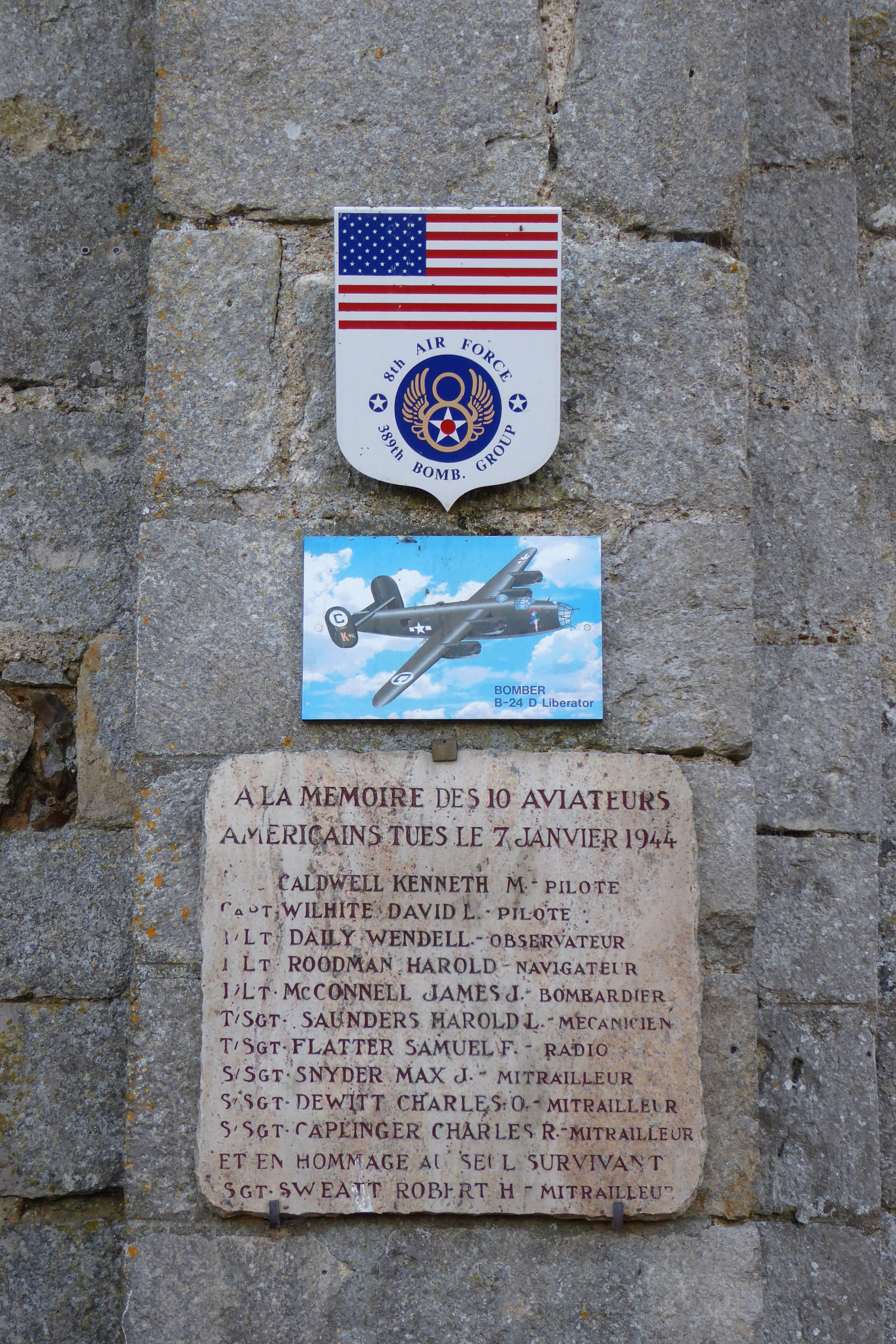
Plaques commémoratives du 7 janvier 1944, inaugurées en 2004 par le seul survivant, Robert Sweatt.

### XXesiècle
Le 7 janvier 1944, le bombardier américain B-24 D Liberator  du 389ème bomb group de la huitième armée aérienne est tombé à Bouville, faisant 10 morts et un seul survivant, Robert Sweatt, 98 ans en 2020.

## Politique et administration

### Liste des maires
| Période                                  | Période      | Identité      | Étiquette | Qualité  |
| ---------------------------------------- | ------------ | ------------- | --------- | -------- |
| Avril 2009                               | Juillet 2020 | Denis Lecoin  | SE        | Retraité |
| Juillet 2020                             | En cours     | Benoît Geslin |           |          |
| Les données manquantes sont à compléter. |              |               |           |          |

## Population et société

### Démographie
L'évolution du nombre d'habitants est connue à travers les recensements de la population effectués dans la commune depuis 1793. Pour les communes de moins de 10 000 habitants, une enquête de recensement portant sur toute la population est réalisée tous les cinq ans, les populations de référence des années intermédiaires étant quant à elles estimées par interpolation ou extrapolation. Pour la commune, le premier recensement exhaustif entrant dans le cadre du nouveau dispositif a été réalisé en 2007.

En 2022, la commune comptait 553 habitants, en évolution de −5,15 % par rapport à 2016 (Eure-et-Loir : −0,23 %, France hors Mayotte : +2,11 %).
| 1793 | 1800 | 1806 | 1821 | 1831 | 1836 | 1841 | 1846 | 1851 |
| ---- | ---- | ---- | ---- | ---- | ---- | ---- | ---- | ---- |
| 566  | 609  | 661  | 615  | 683  | 718  | 715  | 732  | 742  |

| 1856 | 1861 | 1866 | 1872 | 1876 | 1881 | 1886 | 1891 | 1896 |
| ---- | ---- | ---- | ---- | ---- | ---- | ---- | ---- | ---- |
| 744  | 740  | 742  | 702  | 660  | 683  | 666  | 707  | 709  |

| 1901 | 1906 | 1911 | 1921 | 1926 | 1931 | 1936 | 1946 | 1954 |
| ---- | ---- | ---- | ---- | ---- | ---- | ---- | ---- | ---- |
| 672  | 626  | 603  | 593  | 576  | 565  | 548  | 528  | 478  |

| 1962 | 1968 | 1975 | 1982 | 1990 | 1999 | 2006 | 2007 | 2012 |
| ---- | ---- | ---- | ---- | ---- | ---- | ---- | ---- | ---- |
| 475  | 456  | 391  | 373  | 386  | 419  | 499  | 510  | 565  |

| 2017 | 2022 | - | - | - | - | - | - | - |
| ---- | ---- | - | - | - | - | - | - | - |
| 588  | 553  | - | - | - | - | - | - | - |

## Culture locale et patrimoine

### Lieux et monuments
- Moulin Pélard[26] (moulin à pivot) : construit en 1796, en activité jusqu'en 1941. Il fut foudroyé le 16 août 1977. Entièrement restauré en 1990, il se visite depuis 1992 les week-ends de mi-mars à mi-octobre. Il est situé dans le hameau du Bois de Feugères, au bord de la route nationale 10 ;
- Église Saint-Chéron[27].

Lieux et monuments
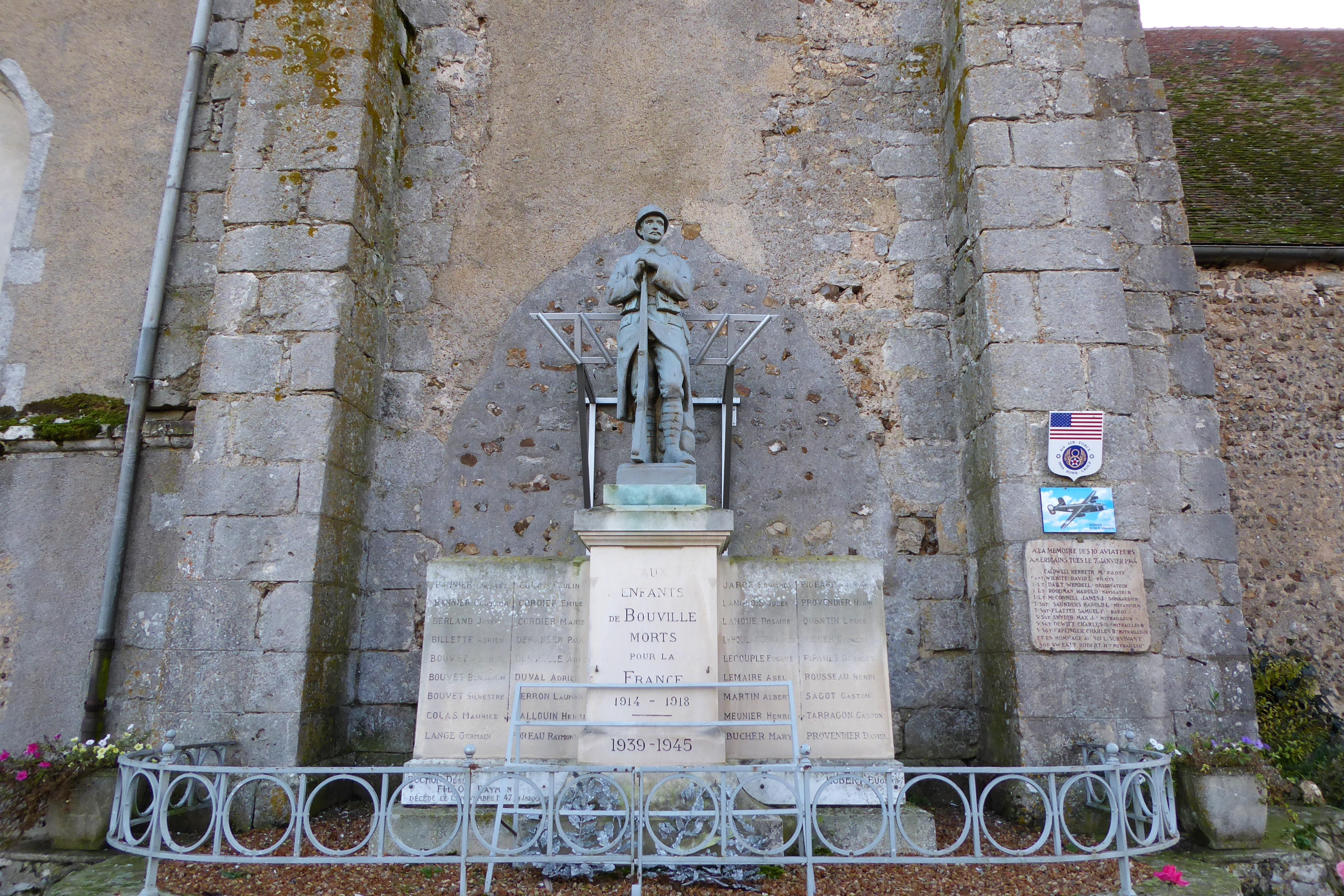
Monument aux morts adossé à l'église Saint-Chéron.
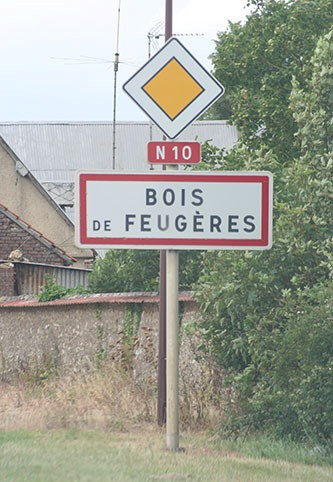
Entrée du Bois de Feugères.

### Personnalités liées à la commune
- Charles Isidore Douin (1858-1944), botaniste, est né à Génarville[28].